# 堅田駅西口土地区画整理事業
堅田駅西口土地区画整理事業は、平成12年度に事業認可を得た、大津市が堅田駅の西側に広がる29.5 ha（ヘクタール）を区画整理する事業。2019年（平成31年）4月末に一部を除き、概ね全ての造成が完了した。

## 概要
大津市北部の地域拠点の中心となる堅田駅の西側(本堅田)に住宅地や都市計画道路、堅田駅西口広場を造成、県道仰木本堅田線を拡幅する都市計画である。
同地域は、滋賀県の都市計画区域マスタープランの、大津湖南都市計画区域の一部である。

## 堅田駅西口広場

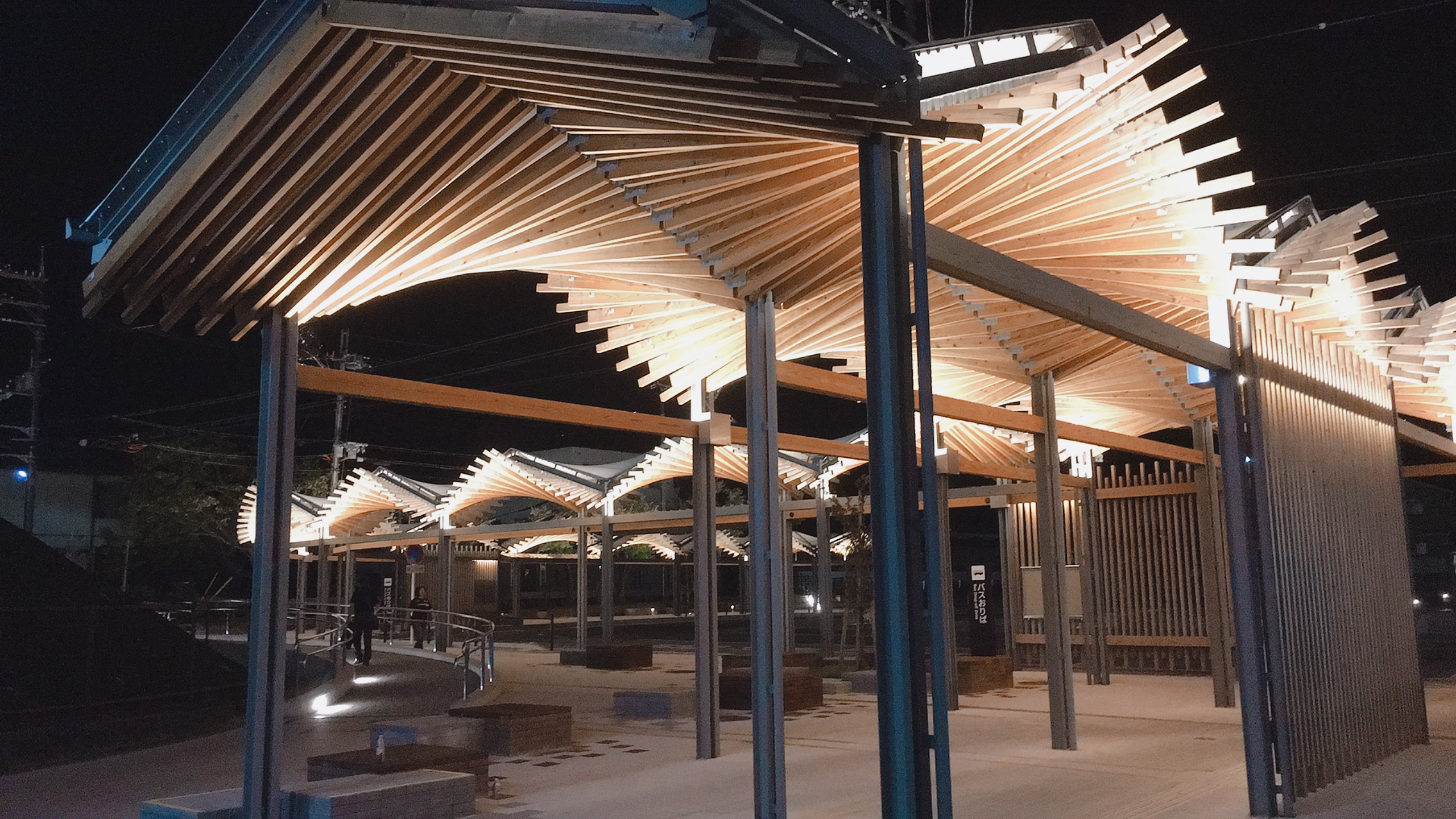
堅田駅西口ロータリー(2019年9月)

現在、東口にのみバスロータリーがあるが、本計画により人口増加が見込まれる西口の機能強化と活性化のため土地整理事業の一環として2017年12月に着工した。
デザインは、同市の成安造形大学が琵琶湖や比良山系をモチーフにデザインした。また、構造は、堅田の名所である満月寺浮御堂の構造を採用し、屋根材を支える木材が突き出る独特の構造になっている。
ロータリーには、タクシーの乗降場や待機場、バス停が設けられていて、2020年（令和2年）3月14日から江若交通の路線バスが乗り入れている。